# Super Robot 28
Super Robot 28 (鉄人28号?, Tetsujin 28-go) è un manga scritto e illustrato da Mitsuteru Yokoyama a partire dal 1956. Durante l'ideazione del manga, l'autore è stato fortemente influenzato dalle sue esperienze di guerra; è inoltre il primo manga in cui fa la sua apparizione un robot gigante ed ha avuto influenza su opere più tarde del genere mecha. È noto al di fuori del Giappone anche come IronMan28 e Gigantor. Da esso sono state tratte numerose serie anime.
La serie è incentrata sulle avventure di Shotaro Kaneda, che controlla un super robot costruito dal suo defunto padre: consiste principalmente di trame brevi, che non s'espandono mai per più di tre episodi consecutivi. Il termine shotacon deriva dal nome originale del protagonista, di cui è una contrazione.

## Trama
Durante gli ultimi giorni della seconda guerra mondiale, l'esercito giapponese sta lavorando segretamente allo sviluppo d'una super arma che dovrebbe essere destinata, nelle intenzioni dei loro creatori, a contribuire a salvare dalla sconfitta l'impero.
I dottori Shikishima e Kaneda, collaboratori del centro di ricerche militari giapponesi, sono impegnati da tempo nella realizzazione di imponenti robot particolarmente sofisticati. Nessuno di essi, però, è risultato all'altezza delle aspettative.
Finché finalmente, dopo 27 tentativi falliti riescono a realizzare un esemplare perfetto di robot telecomandato, che sarà ufficialmente chiamato Tetsujin28Go: la guerra tuttavia si è già conclusa (nel frattempo il laboratorio era stato bombardato ed il robot reso inutilizzabile per scopi bellici) e il dottor Kaneda muore di scompenso cardiaco poco dopo averlo completato.
Così, invece di diventare un'arma fondamentale nelle mani dei militari, la complessa macchina messa a punto dai due scienziati viene affidata al figlio dodicenne (decenne nel manga) di Kaneda, Shotaro, che viene incaricato di pilotarlo tramite un apposito telecomando.
Il ragazzino si dimostra subito particolarmente abile nel manovrare il colosso di ferro e Tetsujin è messo al servizio della giustizia, in special modo contro il crimine organizzato: i due saranno impegnati nella lotta contro il perfido professor Franken, ma poi anche contro esseri extraterrestri.
La serie giunta in Italia non è la prima, bensì la seconda realizzata in Giappone e risale al 1980. La precedente, addirittura edita in bianco e nero, è della prima metà degli anni Sessanta. Concepito ancora come un robot comandato dall'esterno, è il precursore dei giganti meccanici della stirpe di Mazinger, apparso qualche anno dopo e, diversamente dal robot di Shotaro, pilotato da un uomo seduto in una cabina di pilotaggio all'interno del robot stesso.

### Personaggi
Shotaro KanedaControlla Tetsujin, nei confronti del quale prova un profondo legame ed attaccamento emotivo; è noto in città per essere un giovane detective molto promettente.
Professor SikishimaAssistente del padre di Shotaro, ne diviene un mentore e tutore. Molto dedito al suo lavoro, si presenta di solito con una faccia seria ed impassibile; è sposato ed ha un figlio di nome Tetsuo.
Ispettore OotsukaCapo della polizia di Tokyo. Ha una personalità calda ed energica ed è di buon carattere e molto entusiasta, il che non significa che non prenda sul serio il proprio lavoro. Si tratta d'un buon amico di Sikishima, e lo aiuta anche a prendersi cura di Shotaro (anche in qualità di genitore adottivo nella serie del 2004).
Kenji MurasameUn ex ufficiale dell'intelligence che comincia ad aiutare Ootsuka e Shotaro nel loro lavoro di lotta al crimine. Nel manga originale è leader assieme ad un fratello d'un'organizzazione criminale, mentre nella serie del 2004 i suoi fratelli vengono uccisi durante l'operazione di rinascita di Tetsujin; questo lo induce a cercar vendetta per vari episodi
Professor Shutain FrankenUn vecchio scienziato solitario che ha costruito a sua volta dei propri robot. Molto calmo, impassibile e di vaste conoscenze; ma purtroppo utilizza il suo notevole talento per creare robot pericolosi. Contiene in sé il lato oscuro del servitore della conoscenza che si discosta dalle regole morali inerenti agli esseri umani.
Superhuman KellyUn americano che s'offrì d'esser trasformato in androide come parte d'un esperimento militare durante la guerra. Come risultato di ciò, il suo corpo risulta esser diventato completamente robotico, con l'eccezione del suo cervello, ed è spesso ricoperto di bende dalla testa ai piedi. Nella serie del 2004 ruba l'identità del fratello Johnson per uccidere il medico che l'ha trasformato in una creatura cibernetica dalle prestazioni superumane.

## Sigla
La sigla italiana del 1984 "Superobot 28" è cantata dai Superobots.

## Episodi

### Serie 1963-1966
| Nº | Giapponese 「Kanji」 - Rōmaji - Traduzione letterale                                                                  | In onda         | In onda |
| Nº | Giapponese 「Kanji」 - Rōmaji - Traduzione letterale                                                                  | Giapponese      |         |
| 1  | 「生いたちの記」 - Oitachi no ki – "Le cronache della vita"                                                           | 20 ottobre 1963 |         |
| 2  | 「PX団壊滅」 - PX-dan kaimetsu – "PX squadra distrutta"                                                               |                 |         |
| 3  | 「X-33号の襲撃」 - X - 33-gō no shūgeki – "Attacco su X-33"                                                           |                 |         |
| 4  | 「空を飛ぶ28号」 - Sorawotobu 28-gō – "Volare nel cielo n. 28"                                                        |                 |         |
| 5  | 「二人のクロロホルム」 - Futari no kurorohorumu – "Cloroformio di due persone"                                        |                 |         |
| 6  | 「危うし正太郎」 - Ayaushi Shōtarō – "Shōtarō pericoloso"                                                             |                 |         |
| 7  | 「ギャング団 現わる」 - Gyangu-dan gen waru – "I membri della gang si presentano"                                     |                 |         |
| 8  | 「恐竜の襲撃」 - Kyōryū no shūgeki – "Incursione di dinosauri"                                                        |                 |         |
| 9  | 「ニコポンスキーの悪だくみ」 - Nikoponsukī no warudakumi – "Il male di Nicoponsky"                                    |                 |         |
| 10 | 「恐竜の逆襲」 - Kyōryū no gyakushū – "Il contrattacco del dinosauro"                                                 |                 |         |
| 11 | 「ニコポンスキーの最期」 - Nikoponsukī no saigo – "La fine di Nicoponsky"                                             |                 |         |
| 12 | 「怪物アカエイ」 - Kaibutsu akaei – "Il mostro Stingray"                                                              |                 |         |
| 13 | 「奇巌城を攻撃せよ」 - Kiganjō o kōgeki seyo – "Attacco al castello Oda Iwaki"                                        |                 |         |
| 14 | 「人造人間モンスター」 - Homunkurusu monsutā – "Il mostro Android"                                                    |                 |         |
| 15 | 「謎の怪人」 - Nazo no kaijin – "Il fantasma misterioso"                                                              |                 |         |
| 16 | 「怪人の正体フランケン博士」 - Kaijin no shōtai furanken hakase – "L'identità del fantasma, il dottor Franken"        |                 |         |
| 17 | 「強敵バッカス」 - Kyōteki – "Bakkasu forte nemico"                                                                   |                 |         |
| 18 | 「鉄人28号修理完了」 - Tetsujin 28-gō shūri kanryō – "Ironman n. 28 riparazione completata"                           |                 |         |
| 19 | 「バッカス撃退」 - Bakkasu gekitai – "Bakkasu respinto"                                                               |                 |         |
| 20 | 「フランケン博士の秘密」 - Furanken hakase no himitsu – "Il segreto del dottor Franken"                               |                 |         |
| 21 | 「黒衣の怪人」 - Kokui no kaijin – "Il fantasma della veste nera"                                                     |                 |         |
| 22 | 「ロボットオックス」 - Robottookkusu – "Il robot bue"                                                                 |                 |         |
| 23 | 「ロボット部隊襲来」 - Robotto butai shūrai – "Attacco unità robot"                                                   |                 |         |
| 24 | 「ロボット部隊撃滅戦」 - Robotto butai gekimetsu-sen – "Battaglia unità robot"                                        |                 |         |
| 25 | 「ドラグネット博士の野心」 - Doragunetto hakase no yashin – "L'ambizione di Dragnet"                                  |                 |         |
| 26 | 「ロビーの最期」 - Robī no saigo – "L'ultimo atrio"                                                                   |                 |         |
| 27 | 「空飛ぶ円盤」 - Soratobu enban – "Disco volante"                                                                     |                 |         |
| 28 | 「ゴーギャンの逆襲」 - Gōgyan no gyakushū – "Il contrattacco di Gōgyan"                                               |                 |         |
| 29 | 「決戦火山島」 - Kessen kazanjima – "Battaglia contro l'isola vulcanica"                                              |                 |         |
| 30 | 「ミラクル魔術団」 - Mirakuru majutsu-dan – "Miracolo squadra magica"                                                 |                 |         |
| 31 | 「海底基地」 - Kaitei kichi – "Base sottomarina"                                                                      |                 |         |
| 32 | 「砂漠の鉄人」 - Sabaku no tetsujin – "Ironman nel deserto"                                                           |                 |         |
| 33 | 「砂漠の反乱軍」 - Sabaku no hanran-gun – "Esercito ribelle nel deserto"                                              |                 |         |
| 34 | 「砂漠の決戦」 - Sabaku no kessen – "Battaglia nel deserto"                                                           |                 |         |
| 35 | 「恐怖のミサイル」 - Kyōfu no misairu – "Missile del terrore"                                                         |                 |         |
| 36 | 「渡り鳥救出」 - Wataridori kyūshutsu – "Salvataggio di uccelli migratori"                                            |                 |         |
| 37 | 「謎の白蟻ゼブラゴーンの襲来」 - Nazo no shiroari zeburagōn no shūrai – "L'attacco delle misteriose formiche bianche" |                 |         |
| 38 | 「白蟻撃滅作戦」 - Shiroari gekimetsu sakusen – "Operazione di distruzione della formica bianca"                      |                 |         |
| 39 | 「スパイダーの挑戦」 - Supaidā no chōsen – "La sfida di Spider"                                                       |                 |         |
| 40 | 「スパイダーの逆襲」 - Supaidā no gyakushū – "Il contrattacco di Spider"                                              |                 |         |
| 41 | 「スパイダーの最期」 - Supaidā no saigo – "La fine di Spider"                                                         |                 |         |
| 42 | 「氷原の地下帝国」 - Hyōgen no chika teikoku – "Impero sotterraneo di Icefield"                                       |                 |         |
| 43 | 「氷原の決戦」 - Hyōgen no kessen – "Battaglia decisiva di Icefield"                                                  |                 |         |
| 44 | 「海賊潜水艦隊」 - Kaizoku sensui kantai – "Flotta di immersione pirata"                                              |                 |         |
| 45 | 「海賊ベロン三兄弟」 - Kaizoku beron sankyōdai – "I tre fratelli del pirata"                                          |                 |         |
| 46 | 「海賊最後の日」 - Kaizoku saigo no hi – "Ultimo giorno da pirati"                                                    |                 |         |
| 47 | 「怪ロボット・ギャングコング」 - Kai robotto gyangukongu – "Misterioso robot Gang Kong"                               |                 |         |
| 48 | 「緑の地獄」 - Midori no jigoku – "Inferno verde"                                                                     |                 |         |
| 49 | 「切手の秘密」 - Kitte no himitsu – "Il segreto dei francobolli"                                                      |                 |         |
| 50 | 「地中海の決戦」 - Chichūkai no kessen – "La battaglia del Mediterraneo"                                              |                 |         |
| 51 | 「透明人間現わる」 - Tōmeiningen'arawaru – "L'uomo invisibile"                                                        |                 |         |
| 52 | 「ソロモン国の平和」 - Soromon kuni no heiwa – "La pace nel paese di Salomone"                                        |                 |         |
| 53 | 「ノース国の陰謀」 - Nōsu-koku no inbō – "Cospirazione del paese del Nord"                                            |                 |         |
| 54 | 「大蜘蛛作戦」 - Ōkumo sakusen – "Strategia di Great Spider"                                                          |                 |         |
| 55 | 「秘密兵器・炎弾丸」 - Himitsu heiki-en dangan – "Arma segreta, proiettile di fuoco"                                  |                 |         |
| 56 | 「巨大昆虫の秘密」 - Kyodai konchū no himitsu – "Il segreto dell'insetto gigante"                                     |                 |         |
| 57 | 「快盗アルセーヌ・ショパン」 - Kaitō arusēnu Shopan – "Kaitou Arsene Chopin"                                          |                 |         |
| 58 | 「呪いのファイアバード」 - Noroi no faiabādo – "La maledizione dell'uccello di fuoco"                                 |                 |         |
| 59 | 「ファイア博士の最後」 - Faia hakase no saigo – "L'ultimo dottor Fire"                                                |                 |         |
| 60 | 「謎の暴走車」 - Nazo no bōsō-sha – "Misteriosa auto in fuga"                                                         |                 |         |
| 61 | 「電磁壁突破作戦」 - Denji kabe toppa sakusen – "Funzionamento rivoluzionario della parete elettromagnetica"          |                 |         |
| 62 | 「ヒマラヤ山脈の秘密基地」 - Himarayasanmyaku no himitsu kichi – "Base segreta dell'Himalaya"                         |                 |         |
| 63 | 「ダイヤモンド基地K36」 - Daiyamondo kichi K36 – "Base Diamond K36"                                                   |                 |         |
| 64 | 「ネオパルム爆弾」 - Neoparumu bakudan – "Bombe Neo-Palm"                                                             |                 |         |
| 65 | 「東京危機一発」 - Tōkyō kiki ippatsu – "Colpo a Tokyo"                                                               |                 |         |
| 66 | 「奇怪な白煙」 - Kikaina hakuen – "Strano fumo bianco"                                                                |                 |         |
| 67 | 「壊滅クライシス団」 - Kaimetsu kuraishisu-dan – "Una squadra fragile"                                                |                 |         |
| 68 | 「地下道総攻撃」 - Chikadō sō kōgeki – "Attacco sotterraneo totale"                                                   |                 |         |
| 69 | 「撃滅海底基地」 - Gekimetsu kaitei kichi – "Base sottomarina distrutta"                                              |                 |         |
| 70 | 「ワルガン登場断崖上の対決」 - Warugan tōjō dangai-jō no taiketsu – "Scontro sulla scogliera Warugan"                 |                 |         |
| 71 | 「ワルガンの野心」 - Warugan no yashin – "L'ambizione di Warugan"                                                     |                 |         |
| 72 | 「スピートニック」 - Supītonikku – "Velocità tonica"                                                                  |                 |         |
| 73 | 「巨人アタック3号」 - Kyojin atakku 3-gō – "Attacco gigante n. 3"                                                     |                 |         |
| 74 | 「秘密工場爆破」 - Himitsu kōjō bakuha – "La fabbrica segreta esplode"                                                |                 |         |
| 75 | 「魔の花ポイゾニア」 - Ma no hana poizonia – "Fiore demoniaco"                                                        |                 |         |
| 76 | 「黒い海の謎」 - Kuroi umi no nazo – "Il mistero del mar nero"                                                        |                 |         |
| 77 | 「鹿皮の密書」 - Rokuhi no missho – "Il segreto della pelle di daino"                                                 |                 |         |
| 78 | 「シスカス山中の要塞」 - Shisukasu sanchū no yōsai – "Una fortezza in montagna"                                       |                 |         |
| 79 | 「パナマ運河の暴動」 - Panamaunka no bōdō – "Rivolta del canale di Panama"                                            |                 |         |
| 80 | 「反撃メキシカン部隊」 - Hangeki mekishikan butai – "Combattere le unità messicane"                                   |                 |         |
| 81 | 「替玉作戦」 - Kaedama sakusen – "Sostituzione strategica"                                                            |                 |         |
| 82 | 「強敵レッド・アニマル」 - Kyōteki reddo animaru – "Animale rosso nemico"                                             |                 |         |
| 83 | 「輝かしきチャンピオン」 - Kagayakashiki chanpion – "Un brillante campione"                                           |                 |         |
| 84 | 「宇宙ロボット・マグナX」 - Uchū robotto maguna X – "Robot spaziale Maguna X"                                         |                 |         |
| 85 | 「撃滅マグナX」 - Gekimetsu maguna X – "Fermate Maguna X"                                                             |                 |         |
| 86 | 「マグナX再び現わる」 - Maguna X futatabi gen waru – "Maguna X riappare di nuovo"                                     |                 |         |
| 87 | 「壊滅秘密輸送基地」 - Kaimetsu himitsu yusō kichi – "Distrutta base segreta di trasporto"                            |                 |         |
| 88 | 「ロボット邸の怪人」 - Robotto-tei no kaijin – "Fantasma della casa robot"                                            |                 |         |
| 89 | 「マグナXの最期」 - Maguna X no saigo – "La fine di Maguna X"                                                         |                 |         |
| 90 | 「クレーン・ロボット出現」 - Kurēn robotto shutsugen – "Emergenza Robot Gru"                                          |                 |         |
| 91 | 「ゲラン博士の遺言」 - Geran hakase no yuigon – "La volontà del dottor Geran"                                         |                 |         |
| 92 | 「快盗ボルマンの襲撃」 - Kaitō boruman no shūgeki – "L'attacco di Boruman"                                            |                 |         |
| 93 | 「クレーン・ロボットの最期」 - Kurēn robotto no saigo – "La fine Robot Gru"                                           |                 |         |
| 94 | 「消えた豪華船」 - Kieta gōka-sen – "Splendida nave scomparsa"                                                        |                 |         |
| 95 | 「ロボットボス出現」 - Robottobosu shutsugen – "L'aspetto di Boss Robot"                                              |                 |         |
| 96 | 「ゴールドウルフの最期」 - Gōrudourufu no saigo – "La morte di Gold Wolf"                                             | 25 maggio 1966  |         |
| 97 | 「Mai trasmesso」 - – "-"                                                                                             | -               |         |

### Serie 1980-1981
La serie è stata prodotta in 51 episodi trasmessi in Giappone a partire dal 3 ottobre 1980. Il doppiaggio italiano dell'undicesimo episodio è andato perduto e nella messa in onda italiana sono state invertite le puntate 19 e 20.
| Nº | Titolo italiano Giapponese 「Kanji」 - Rōmaji | In onda           | In onda |
| Nº | Titolo italiano Giapponese 「Kanji」 - Rōmaji | Giapponese        |         |
| 1  | Un inviato del sole 「太陽の使者!鉄人28号」 - taiyoo no shisha! tetsujin 28 goo                                                                               | 3 ottobre 1980    |         |
| 2  | Il rapimento 「奪われた鉄人!」 - ubawa re ta tetsujin! | 10 ottobre 1980   |         |
| 3  | Fermate il treno in fuga! 「暴走特急をとめろ!」 - boosoo tokkyū o tomero!                                                                                     | 17 ottobre 1980   |         |
| 4  | Uccelli misteriosi 「恐怖の怪鳥群団」 - kyoofu no kai tori gun dan                                                                                            | 24 ottobre 1980   |         |
| 5  | Il misterioso robot fantasma 「謎の幽霊ロボット」 - nazo no yūrei robotto                                                                                     | 31 ottobre 1980   |         |
| 6  | Il mostro del Mare Egeo 「エーゲ海の大怪獣!」 - eegekai no dai kaijū!                                                                                         | 7 novembre 1980   |         |
| 7  | I robot portatori di morte 「死を呼ぶ人工衛星」 - shi o yobu jinkoo eisei                                                                                     | 14 novembre 1980  |         |
| 8  | Il terribile robot assassino 「恐怖の殺人合体ロボ」 - kyoofu no satsujin gattai robo                                                                          | 21 novembre 1980  |         |
| 9  | Super Robot 28 contro l'alieno 「鉄人対エイリアン!」 - tetsujin tai eirian!                                                                                   | 28 novembre 1980  |         |
| 10 | Il punto debole di Super Robot 28 「鉄人の弱点を見た!」 - tetsujin no jakuten o mi ta!                                                                        | 5 dicembre 1980   |         |
| 11 | Pericolo per Super Robot 28 「鉄人敗れる!」 - tetsujin yabureru!                                                                                              | 12 dicembre 1980  |         |
| 12 | Super Robot 28 contro se stesso 「鉄人対鉄人」 - tetsujin tai tetsujin                                                                                        | 19 dicembre 1980  |         |
| 13 | Super Robot 28 contro Shotaro 「鉄人対正太郎」 - tetsujin tai shootaroo                                                                                       |                   |         |
| 14 | La grande battaglia al Polo Nord 「北極の大決戦!」 - hokkyoku no dai kessen!                                                                                  |                   |         |
| 15 | Il drago misterioso 「怪!幻のドラゴン」 - kai! maboroshi no doragon                                                                                           |                   |         |
| 16 | Guilder contro Super Robot 28 「復讐ロボ・ギルダー」 - fukushū robo.girudaa                                                                                   |                   |         |
| 17 | Il guardiano dell'isola 「でた!南海の大魔神」 - de ta! nankai no dai majin                                                                                    |                   |         |
| 18 | La gigantesca nave da guerra 「巨大戦艦をたたけ!」 - kyodai senkan o tatake!                                                                                  |                   |         |
| 19 | Panico al parco safari 「地獄のサファリ・パニック!」 - jigoku no safari. panikku!                                                                             |                   |         |
| 20 | La sfinge robot 「大破壊!スフィンクスロボ」 - dai hakai! sufinkusurobo                                                                                        |                   |         |
| 21 | Distruggi la trappola! 「恐るべきワナを打ちやぶれ!」 - osorubeki wana o uchi yabure!                                                                          |                   |         |
| 22 | La grande impresa di Super Robot 28 「ピンチ!たたかえない鉄人」 - pinchi! tatakae nai tetsujin                                                                |                   |         |
| 23 | Super Robot 28 contro il demone vendicativo 「激突!鉄人対ふくしゅう鬼」 - gekitotsu! tetsujin tai fukushū oni                                                 |                   |         |
| 24 | Il campione delle galassie 「正太郎、宇宙からの大逆転!」 - shootaroo, uchū kara no dai gyakuten!                                                              |                   |         |
| 25 | La rivincita di Shotaro 「宇宙魔王現る!」 - uchū maoo gen ru!                                                                                                 |                   |         |
| 26 | La fine di Branch 「ブランチの最期」 - buranchi no saigo |                   |         |
| 27 | King Kong contro Super Robot 28 「キングコング対鉄人」 - kingukongu tai tetsujin                                                                              | 10 aprile 1981    |         |
| 28 | Kung Fu robot avversario formidabile 「強敵!カンフーロボ」 - kyooteki! kanfūrobo                                                                              | 17 aprile 1981    |         |
| 29 | Lo scontro mortale 「ギネスブックへの挑戦」 - ginesubukku e no choosen                                                                                        | 24 aprile 1981    |         |
| 30 | "Operazione nitro-forte" 「決死のニトロ輸送!!」 - kesshi no nitoro yusoo!!                                                                                    | 1º maggio 1981    |         |
| 31 | Attacco di una cometa 「要塞彗星の襲撃!」 - yoosai suisei no shūgeki!                                                                                         | 8 maggio 1981     |         |
| 32 | Combattimento mortale nel sole di mezzanotte 「死闘!白夜の対決」 - shitoo! byakuya no taiketsu                                                                | 15 maggio 1981    |         |
| 33 | Le lucertole rosse contro Super Robot 28 「破壊された鉄人!」 - hakai sa re ta tetsujin!                                                                       | 22 maggio 1981    |         |
| 34 | Il Toro 「最大の敵!ブラックオックス」 - saidai no teki! burakkuokkusu                                                                                         | 29 maggio 1981    |         |
| 35 | Toro salva Super Robot 28 「鉄人をとりもどせ!」 - tetsujin o torimodose!                                                                                      | 5 giugno 1981     |         |
| 36 | Super Robot 28 contro Toro 「宿命の対決!鉄人対オックス」 - shukumei no taiketsu! tetsujin tai okkusu                                                          | 12 giugno 1981    |         |
| 37 | Il gigante della profezia 「伝説の巨人・鉄人28号」 - densetsu no kyojin. tetsujin 28 goo                                                                      | 19 giugno 1981    |         |
| 38 | Operazione convoglio 「秘（まるひ）指令!コンボイ作戦」 - hi (maru hi) shirei! konboi sakusen                                                                  | 26 giugno 1981    |         |
| 39 | Il risveglio del principe demone 「魔獣王子めざめる!」 - ma jū ooji mezameru!                                                                                 | 3 luglio 1981     |         |
| 40 | Satana dello spazio 「見た!魔王の正体」 - mi ta! maoo no shootai                                                                                              | 10 luglio 1981    |         |
| 41 | È scomparso Super Robot 28 「鉄人が消えた!?」 - tetsujin ga kie ta!?                                                                                          | 17 luglio 1981    |         |
| 42 | Serie thriller I - La maledizione di Dracula 「スリラーシリーズI 怪奇! ドラキュラのたたり」 - suriraa shiriizu I kaiki! dorakyura no tatari                   | 24 luglio 1981    |         |
| 43 | Serie thriller II - La maledizione degli zombi 「スリラーシリーズII 死神ゾンビに呪われた鉄人」 - suriraa shiriizu II shinigami zonbi ni norowa re ta tetsujin | 31 luglio 1981    |         |
| 44 | Serie thriller III - Super Robot 28 e il trucco del fantasma 「スリラーシリーズIII 幽霊の正体をあばけ!」 - suriraa shiriizu III yūrei no shootai o abake!     | 7 agosto 1981     |         |
| 45 | Gli spericolati angeli dell'inferno 「暴走!地獄の天使」 - boosoo! jigoku no tenshi                                                                            | 14 agosto 1981    |         |
| 46 | Il misterioso viaggio di Super Robot 28 「鉄人の不思議な旅」 - tetsujin no fushigi na tabi                                                                    | 21 agosto 1981    |         |
| 47 | Super Robot 28 in vendita 「鉄人売ります!」 - tetsujin uri masu!                                                                                              | 28 agosto 1981    |         |
| 48 | Il principe del male 「地球最大のピンチ!」 - chikyū saidai no pinchi!                                                                                         | 4 settembre 1981  |         |
| 49 | Addio, Toro Nero 「さらばブラックオックス」 - saraba burakkuokkusu                                                                                            | 11 settembre 1981 |         |
| 50 | La morte di principe Gula 「グーラ王子死す!」 - gūra ooji shisu!                                                                                              | 18 settembre 1981 |         |
| 51 | La distruzione di Satana 「銀河の王者!鉄人28号」 - ginga no ooja! tetsujin 28 goo                                                                             | 25 settembre 1981 |         |

### Serie 1992-1993
| Nº | Giapponese 「Kanji」 - Rōmaji - Traduzione letterale                                                       | In onda       | In onda |
| Nº | Giapponese 「Kanji」 - Rōmaji - Traduzione letterale                                                       | Giapponese    |         |
| 1  | 「ヒーローは帰ってくる」 - Hīrō wa kaette kuru – "L'eroe ritorna"                                          | 5 aprile 1992 |         |
| 2  | 「暴走鉄人をとめろ!」 - Bōsō tetsujin o tomero! – "Fermate Ironman n. 28 in fuga!"                         |               |         |
| 3  | 「妨害電波をうちやぶれ」 - Bōgai denpa o uchiyabure – "Interferire le onde radio"                          |               |         |
| 4  | 「合体17号フェニックス!!」 - Gattai 17-gō Fenikkusu! ! – "Union n. 17 Phoenix !!"                          |               |         |
| 5  | 「超電動のひみつを守れ」 - Chō dendō no himitsu o mamore – "Proteggi il super segreto"                     |               |         |
| 6  | 「ピンクマフィアの挑戦」 - Pinkumafia no chōsen – "La sfida della mafia rosa"                              |               |         |
| 7  | 「エルビス兄弟のわな」 - Erubisu kyōdai no wana – "La trappola dei fratelli Elvis"                         |               |         |
| 8  | 「マイクロチップを取り戻せ」 - Maikurochippu o torimodose – "Riprendi il microchip"                        |               |         |
| 9  | 「たいほされた正太郎」 - Tai hosa reta Shōtarō – "Voglio essere come Shōtarō"                              |               |         |
| 10 | 「うばわれた鉄人」 - Ubawa reta tetsujin – "L'uomo di ferro"                                               |               |         |
| 11 | 「鉄人を取り返せ」 - Tetsujin o torikaese – "Riprenditi l'uomo di ferro"                                   |               |         |
| 12 | 「にせ鉄人あらわる!」 - Ni se tetsujin arawaru! – "Falso Ironman!"                                         |               |         |
| 13 | 「ブラックオックス登場!」 - Burakkuokkusu tōjō! – "Appare il bue nero!"                                    |               |         |
| 14 | 「フランケンのなぞ」 - Furanken no nazo – "Il mistero di Frankenstein"                                     |               |         |
| 15 | 「三郎! 両親を救え!」 - Saburō! Ryōshin o sukue! – "Saburō, salva i tuoi genitori!"                        |               |         |
| 16 | 「フランケン強化作戦」 - Furanken kyōka sakusen – "Strategia di potenziamento di Frankenstein"             |               |         |
| 17 | 「襲撃! ブラックオックス!」 - Shūgeki! Burakkuokkusu! – "Attacco ! Bue nero !"                             |               |         |
| 18 | 「さく烈! 超電動カウンター」 - Saku Retsu! Chō dendō kauntā – "Una raffica! Contatore super elettrico"     |               |         |
| 19 | 「バットラー最後の挑戦」 - Battorā saigo no chōsen – "L'ultima sfida di Battorā"                           |               |         |
| 20 | 「消えたブラックオックス」 - Kieta burakkuokkusu – "Bue nero scomparso"                                    |               |         |
| 21 | 「フランケンのさいご」 - Furanken no sai go – "I dadi di Frankenstein"                                     |               |         |
| 22 | 「ネオブラック団をつぶせ!」 - Neoburakku-dan o tsubuse! – "Fallisce il gruppo neo-nero!"                   |               |         |
| 23 | 「決戦! ゾーン総統」 - Kessen! Zōn sōtō – "Battaglia decisiva! Presidente in zona"                         |               |         |
| 24 | 「解散? 金田探偵事務所」 - Kaisan? Kaneda tantei jimusho – "Scioglimento? Ufficio investigativo di Kaneda" |               |         |
| 25 | 「叩け! 裏切りの軍団」 - Tatake! Uragiri no gundan – "Battaglia! Legione del tradimento"                   |               |         |
| 26 | 「暴走ロボをつかまえろ」 - Bōsō robo o tsukamaero – "Catturate Boss Robot"                                 |               |         |
| 27 | 「砂漠の英雄伝説」 - Sabaku no hideodensetsu – "La leggenda degli eroi del deserto"                        |               |         |
| 28 | 「真紅の暗殺者」 - Shinku no asashin – "Skinku assassino"                                                  |               |         |
| 29 | 「恐竜対鉄人」 - Kyōryū tai tetsujin – "Dinosauri contro Ironman"                                          |               |         |
| 30 | 「深海からの挑戦」 - Shinkai kara no chōsen – "Sfida dal mare profondo"                                    |               |         |
| 31 | 「恐怖のマジックショー」 - Kyōfu no majikkushō – "Spettacolo magico del terrore"                           |               |         |
| 32 | 「宇宙からの脱出」 - Uchū kara no dasshutsu – "Fuga dallo spazio"                                          |               |         |
| 33 | 「よみがえった悪夢」 - Yomigaetta akumu – "Risorge l'incubo"                                               |               |         |
| 34 | 「盗まれた王冠」 - Nusuma reta ōkan – "Corona rubata"                                                      |               |         |
| 35 | 「密林の秘宝」 - Mitsurin no hihō – "Tesori nascosti"                                                      |               |         |
| 36 | 「復活! エルビス兄弟」 - Fukkatsu! Erubisu kyōdai – "Elvis, i fratelli Elvis"                              |               |         |
| 37 | 「鉄人対超能力」 - Tetsujin tai chō nōryoku – "Ironman contro Psichico"                                    |               |         |
| 38 | 「悪魔をうむ機械」 - Akuma o umu kikai – "La macchina del diavolo"                                         |               |         |
| 39 | 「GXの挑戦」 - GX no chōsen – "La sfida di GX"                                                             |               |         |
| 40 | 「よみがえった魔女」 - Yomigaetta majo – "Risorge una strega"                                              |               |         |
| 41 | 「父さんを助けだせ!」 - Tōsan o tasuke dase! – "Per favore aiuta tuo padre!"                               |               |         |
| 42 | 「復活? ネオ・ブラック団」 - Fukkatsu? Neo burakku-dan – "Resurrezione? Gruppo Neo-Nero"                   |               |         |
| 43 | 「双葉は名パイロット?」 - Futaba wa mei pairotto? – "Futaba è un nome pilota?"                             |               |         |
| 44 | 「忍者をつかまえろ!」 - Ninja o tsukamaero! – "Prendi un ninja!"                                           |               |         |
| 45 | 「傷だらけのヒーロー」 - Kizu-darake no hīrō – "Eroe ferito"                                               |               |         |
| 46 | 「未来へのおくりもの」 - Mirai e no okuri mono – "Regali per il futuro"                                    |               |         |
| 47 | 「ヒーローに乾杯!」 - Hīrō ni kanpai – "Saluti per l'eroe!"                                                | 30 marzo 1993 |         |

### Serie 2004
| Nº | Giapponese 「Kanji」 - Rōmaji - Traduzione letterale                                          | In onda           | In onda |
| Nº | Giapponese 「Kanji」 - Rōmaji - Traduzione letterale                                          | Giapponese        |         |
| 1  | 「蘇る正太郎」 - Yomigaeru shōtarō – "Shotaro rivive"                                         | 7 aprile 2004     |         |
| 2  | 「28号対27号」 - 28 gō tai 27 gō – "N. 28 contro n. 27"                                       | 14 aprile 2004    |         |
| 3  | 「怪ロボット現る」 - Kai robotto gen ru – "Appare il robot mostro"                            | 21 aprile 2004    |         |
| 4  | 「もうひとつの鉄人計画」 - Mō hitotsu no tetsujin keikaku – "Un altro piano Ironman"          | 28 aprile 2004    |         |
| 5  | 「鉄人対ブラックオックス」 - Tetsujin tai burakkuokkusu – "Ironman contro Bue Nero"           | 5 maggio 2004     |         |
| 6  | 「奪われた操縦機」 - Ubaware ta sōjū ki – "Controller rubato"                                 | 12 maggio 2004    |         |
| 7  | 「悪の手先 鉄人暴れる」 - Aku no tesaki tetsujin abareru – "Mano del male brutalità di ferro" | 19 maggio 2004    |         |
| 8  | 「鉄人28号奪回作戦」 - Tetsujin 28 gō dakkai sakusen – "N. 28 recupera operazione"            | 26 maggio 2004    |         |
| 9  | 「宇宙ロケット殺人事件」 - Uchū roketto satsujin jiken – "Caso di omicidio spaziale"          | 2 giugno 2004     |         |
| 10 | 「謎の超人間ケリー」 - Nazo no chō ningen kerī – "Misterioso Superman Kelly"                  | 9 giugno 2004     |         |
| 11 | 「超人間・ケリーの最後」 - Chō ningen. kerī no saigo – "La fine di Superman Kelly"            | 16 giugno 2004    |         |
| 12 | 「ブラック博士の憂鬱」 - Burakku hakase no yūutsu – "La malinconia del dottor Nero"           | 23 giugno 2004    |         |
| 13 | 「光る物体」 - Hikaru buttai – "Un oggetto incandescente"                                     | 30 giugno 2004    |         |
| 14 | 「怪盗ブラックマスク」 - Kaitō burakku masuku – "Maschera nera"                               | 7 luglio 2004     |         |
| 15 | 「不乱拳の弟子たち」 - Furan ken no deshi tachi – "Discepoli del pugno"                       | 14 luglio 2004    |         |
| 16 | 「京都燃ゆ」 - Kyōto rán yu – "Kyoto, divertimento ardente"                                   | 21 luglio 2004    |         |
| 17 | 「黒龍丸事件」 - Kuro ryū maru jiken – "Custodia del drago nero"                              | 28 luglio 2004    |         |
| 18 | 「正太郎 一人…」 - Shōtarō ichi-ri… – "Shotaro solo ..."                                      | 4 agosto 2004     |         |
| 19 | 「ニコポンスキーとの対決」 - Nikoponsukī to no taiketsu – "Showdown contro Nicoponsky"        | 11 agosto 2004    |         |
| 20 | 「まだら岩の怪人」 - Ma dara iwa no kaijin – "Il fantasma della roccia"                       | 18 agosto 2004    |         |
| 21 | 「PX団の陰謀」 - PX dan no inbō – "La cospirazione del gruppo PX"                             | 25 agosto 2004    |         |
| 22 | 「暴走の果てに…」 - Bōsō no hate ni? – "Alla fine della fuga ..."                             | 1º settembre 2004 |         |
| 23 | 「裁かれる鉄人」 - Sabakareru tetsujin – "Ironman da giudicare"                               | 8 settembre 2004  |         |
| 24 | 「生きていた敷島」 - Iki te i ta shikishima – "Shikishima vive"                               | 15 settembre 2004 |         |
| 25 | 「黒部の危機」 - Kurobe no kiki – "La crisi di Kurobe"                                        | 22 settembre 2004 |         |
| 26 | 「罪と罰」 - Tsumi to bab – "Peccato e punizione"                                             | 29 settembre 2004 |         |

## Film
| Nº | Giapponese 「Kanji」 - Rōmaji - Traduzione letterale                                                          | In onda       | In onda |
| Nº | Giapponese 「Kanji」 - Rōmaji - Traduzione letterale                                                          | Giapponese    |         |
| -  | 「Tetsujin 28-go: hakuchū no zangetsu」 - 鉄人２８号 白昼の残月 – "Tetsujin n. 28 - L'ultimo giorno del mese" | 31 marzo 2007 |         |

### Serie 2013-2016
| Nº  | Giapponese 「Kanji」 - Rōmaji - Traduzione letterale                                                                    | In onda       | In onda |
| Nº  | Giapponese 「Kanji」 - Rōmaji - Traduzione letterale                                                                    | Giapponese    |         |
| 1   | 「金田正太郎危機一髪!」 - Kaneda shōtarō kikiippatsu! – "Shotaro Kaneda è difficile!"                                   | 6 aprile 2013 |         |
| 2   | 「続・金田正太郎危機一髪!」 - Zoku kaneda shōtarō kikiippatsu! – "Shotaro Kaneda è finita!"                             |               |         |
| 3   | 「新作ゲーム危機一髪!」 - Shinsaku gēmu kikiippatsu! – "Il nuovo gioco!"                                                |               |         |
| 4   | 「マグロ危機一髪!」 - Maguro kikiippatsu! – "Il tonno è duro!"                                                          |               |         |
| 5   | 「こどもの日危機一髪!」 - Kodomonohi kikiippatsu! – "La giornata dei bambini!"                                          |               |         |
| 6   | 「ドッジボール危機一髪!」 - Dojjibōru kikiippatsu! – "Dodgeball!"                                                       |               |         |
| 7   | 「鉄人レース危機一髪!」 - Tetsujin rēsu kikiippatsu! – "La corsa di Ironman!"                                           |               |         |
| 8   | 「敷島家危機一髪!」 - Fūdǎo jiā wéijī yīfà! – "Immigrazione sull'isola"                                                 |               |         |
| 9   | 「行列ラーメン危機一髪!」 - Gyōretsu rāmen kikiippatsu! – "Matrix Ramen!"                                               |               |         |
| 10  | 「ご近所危機一髪!」 - Go kinjo kikiippatsu! – "Il tuo quartiere!"                                                       |               |         |
| 11  | 「雨の日も危機一髪!」 - Ame no hi mo kikiippatsu! – "Una giornata di pioggia!"                                          |               |         |
| 12  | 「鳥が出奔危機一髪!」 - Tori ga shuppon kikiippatsu! – "Gli uccelli celebrano!"                                         |               |         |
| 13  | 「プール開き危機一髪!」 - Pūru-biraki kikiippatsu! – "Apertura della piscina!"                                          |               |         |
| 14  | 「七夕危機一髪!」 - Tanabata kikiippatsu! – "Tanabata è il migliore!"                                                   |               |         |
| 15  | 「事件ばっかり危機一髪!」 - Jiken bakkari kikiippatsu! – "Tutto ciò che conta!"                                         |               |         |
| 16  | 「通信簿危機一髪!」 - Tsūshin-bo kikiippatsu! – "Comunicare con i libri!"                                               |               |         |
| 17  | 「臨海学校危機一髪!」 - Rinkai gakkō kikiippatsu! – "Scuola costiera!"                                                  |               |         |
| 18  | 「別荘危機一髪!」 - Bessō kikiippatsu! – "La villa!"                                                                    |               |         |
| 19  | 「ベビーシッター危機一髪!」 - Bebīshittā kikiippatsu! – "Il babysitter!"                                                |               |         |
| 20  | 「スイカ危機一髪!」 - Suika kikiippatsu! – "L'anguria!"                                                                 |               |         |
| 21  | 「夏休み最終日危機一髪!」 - Natsuyasumi saishū-bi kikiippatsu! – "Ultimo giorno d'estate!"                              |               |         |
| 22  | 「新学期危機一髪!」 - Shin gakki kikiippatsu! – "Ritorno a scuola!"                                                     |               |         |
| 23  | 「秋祭り危機一髪!」 - Akimatsuri kikiippatsu! – "Il festival autunnale!"                                                |               |         |
| 24  | 「遠足危機一髪!」 - Ensoku kikiippatsu! – "L'escursione!"                                                               |               |         |
| 25  | 「さらば鉄人危機一髪!」 - Saraba tetsujin kikiippatsu! – "Addio Ironman!"                                               |               |         |
| 26  | 「新鉄人危機一髪!」 - Shin tetsujin kikiippatsu! – "L'ardente Shin Tetsujin!"                                           |               |         |
| 27  | 「走れ正太郎危機一髪!」 - Hashire Shōtarō kikiippatsu! – "Shōtarō scappa!"                                              |               |         |
| 28  | 「友情危機一髪!」 - Yūjō kikiippatsu! – "Le amicizie difficili!"                                                        |               |         |
| 29  | 「再会危機一髪!」 - Saikai kikiippatsu! – "Riunione!"                                                                   |               |         |
| 30  | 「ログハウス危機一髪!」 - Roguhausu kikiippatsu! – "Una casa di legno!"                                                 |               |         |
| 31  | 「秋のスイーツ危機一髪!」 - Aki no suītsu kikiippatsu! – "Un dolce autunno!"                                            |               |         |
| 32  | 「秋の俳句危機一髪!」 - Aki no haiku kikiippatsu! – "Un autunno difficile!"                                             |               |         |
| 33  | 「ピッカピカ鉄人危機一髪!」 - Pikkapika tetsujin kikiippatsu! – "Ironman è difficile!"                                  |               |         |
| 34  | 「敷島研究所危機一髪!」 - Shikishima kenkyūjo kikiippatsu! – "Shikishima l'istituto migliore!"                          |               |         |
| 35  | 「猫ちゃん危機一髪!」 - Neko-chan kikiippatsu! – "Il gatto è in pericolo!"                                              |               |         |
| 36  | 「リモコン危機一髪!」 - Rimokon kikiippatsu! – "A distanza!"                                                            |               |         |
| 37  | 「クリスマス危機一髪!」 - Kurisumasu kikiippatsu! – "Il Natale!"                                                        |               |         |
| 38  | 「鉄人28号賀正!危機一髪!」 - Tetsujin 28-gō gashō! Kikiippatsu! – "Ironman 28, felice anno nuovo!"                      |               |         |
| 39  | 「いい夫婦危機一髪!」 - Īfufu kikiippatsu! – "Bella coppia!"                                                            |               |         |
| 40  | 「またリモコン危機一髪!」 - Mata rimokon kikiippatsu! – "A distanza! (2)"                                               |               |         |
| 41  | 「風邪ひき正太郎危機一髪!」 - Kazehiki Shōtarō kikiippatsu! – "Shotaro, spara!"                                         |               |         |
| 42  | 「節分危機一髪!」 - Setsubun kikiippatsu! – "Setsubun!"                                                                 |               |         |
| 43  | 「ニセリモコン危機一髪!」 - Niserimokon kikiippatsu! – "A distanza! (3)"                                                |               |         |
| 44  | 「初恋危機一髪!」 - Hatsukoi kikiippatsu! – "Il primo amore!"                                                           |               |         |
| 45  | 「市民マラソン危機一髪!」 - Shimin marason kikiippatsu! – "Maratona!"                                                   |               |         |
| 46  | 「またまたリモコン危機一髪!」 - Matamata rimokon kikiippatsu! – "Controllo remoto!"                                     |               |         |
| 47  | 「授業の質問危機一髪!」 - Jugyō no shitsumon kikiippatsu! – "Domanda alle classi!"                                      |               |         |
| 48  | 「算数テスト危機一髪!」 - Sansū tesuto kikiippatsu! – "Prova di aritmetica!"                                            |               |         |
| 49  | 「事件ぎっしり危機一髪!」 - Jiken gisshiri kikiippatsu! – "L'incidente è molto vicino!"                                 |               |         |
| 50  | 「鉄人28号超・危機一髪!」 - Tetsujin 28-gō chō kikiippatsu! – "Super Ironman n.28!"                                     |               |         |
| 51  | 「頑張れ金田正太郎危機一髪!」 - Ganbare kaneda shōtarō kikiippatsu! – "Buona fortuna Shotaro!"                          |               |         |
| 52  | 「掃除当番危機一髪!」 - Sōji tōban kikiippatsu! – "Servizio di pulizia!"                                                |               |         |
| 53  | 「跳べ!正太郎危機一髪!」 - Tobe! Shōtarō kikiippatsu! – "Shotaro, spara! (2)"                                           |               |         |
| 54  | 「カッコいい金田正太郎危機一髪!」 - Kakkoī kaneda shōtarō kikiippatsu! – "Fredda e stretta!"                            |               |         |
| 55  | 「ワールドワイド危機一髪!」 - Wārudowaido kikiippatsu! – "Il mondiale!"                                                 |               |         |
| 56  | 「通りすがりの危機一髪!」 - Tōrisugari no kikiippatsu! – "Il trapasso!"                                                 |               |         |
| 57  | 「またもやリモコン危機一髪!」 - Matamoya rimokon kikiippatsu! – "A distanza! (4)"                                       |               |         |
| 58  | 「クラスメイト危機一髪!」 - Kurasumeito kikiippatsu! – "Il compagno di classe!"                                         |               |         |
| 59  | 「朝礼危機一髪!」 - Chōrei kikiippatsu! – "La cerimonia del mattino è in pericolo!"                                     |               |         |
| 60  | 「あこがれ危機一髪!」 - Akogare kikiippatsu! – "Desidero un momento pericoloso!"                                        |               |         |
| 61  | 「理科の授業危機一髪!」 - Rika no jugyō kikiippatsu! – "Lezione di scienze!"                                            |               |         |
| 62  | 「敷島鉄男危機一髪!」 - Shikishima Tetsuo kikiippatsu! – "Shikishima Tetsuo!"                                           |               |         |
| 63  | 「正太郎はどこだ危機一髪!」 - Shōtarō wa dokoda kikiippatsu! – "Dov'è Shotaro!"                                         |               |         |
| 64  | 「プロポーズ危機一髪!」 - Puropōzu kikiippatsu! – "La proposta!"                                                        |               |         |
| 65  | 「また再会危機一髪!」 - Mata saikai kikiippatsu! – "Riunione! (2)"                                                      |               |         |
| 66  | 「今年も通信簿で危機一髪!」 - Kotoshi mo tsūshin-bo de kikiippatsu! – "Lista delle comunicazione anche quest'anno!"     |               |         |
| 67  | 「新ログハウス危機一髪!」 - Shin roguhausu kikiippatsu! – "Una casa di legno! (2)"                                      |               |         |
| 68  | 「こども夏祭り危機一髪!」 - Kodomo natsu matsuri kikiippatsu! – "Il festival estivo per bambini!"                       |               |         |
| 69  | 「ファイア2世危機一髪!」 - Faia 2-sei kikiippatsu! – "Il fuoco!"                                                        |               |         |
| 70  | 「古本市危機一髪!」 - Furumoto-shi kikiippatsu! – "Vendita di libri usati!"                                             |               |         |
| 71  | 「夏のスイーツ危機一髪!」 - Natsu no suītsu kikiippatsu! – "Un'estate dolce!"                                           |               |         |
| 72  | 「ブロードウェイ危機一髪!」 - Burōdou~ei kikiippatsu! – "Broadway!"                                                     |               |         |
| 73  | 「商店街危機一髪!」 - Shōten-gai kikiippatsu! – "Shopping in città!"                                                    |               |         |
| 74  | 「お月見危機一髪!」 - O tsukimi kikiippatsu! – "Fuga dal supermercato!"                                                 |               |         |
| 75  | 「コロンブス危機一髪!」 - Koronbusu kikiippatsu! – "Columbus!"                                                          |               |         |
| 76  | 「さらばファイア2世危機一髪!」 - Saraba faia 2-sei kikiippatsu! – "Il fuoco! (2)"                                       |               |         |
| 77  | 「秋の遠足危機一髪!」 - Aki no ensoku kikiippatsu! – "Escursione autunnale!"                                            |               |         |
| 78  | 「グルメいっぱい危機一髪!」 - Gurume-ippai kikiippatsu! – "Pieni di evasione!"                                          |               |         |
| 79  | 「シェイプアップ危機一髪!」 - Sheipuappu kikiippatsu! – "La forma!"                                                     |               |         |
| 80  | 「ハロウィン危機一髪!」 - Harō~in kikiippatsu! – "Halloween in pericolo!"                                               |               |         |
| 81  | 「またしてもリモコン危機一髪!」 - Mata shite mo rimokon kikiippatsu! – "A distanza! (5)"                                |               |         |
| 82  | 「泥んこ鉄人危機一髪!」 - Doronko tetsujin kikiippatsu! – "L'uomo di ferro nel fango!"                                  |               |         |
| 83  | 「写生大会危機一髪!」 - Shasei taikai kikiippatsu! – "Competizione di disegno!"                                         |               |         |
| 84  | 「ウェディングケーキ危機一髪!」 - U~edingukēki kikiippatsu! – "Torta nuziale!"                                          |               |         |
| 85  | 「続・別荘危機一髪!」 - Zoku bessō kikiippatsu! – "La villa! (2)"                                                       |               |         |
| 86  | 「大掃除危機一髪!」 - Daisōji kikiippatsu! – "Pulizia giornaliera!"                                                     |               |         |
| 87  | 「かけもちバイト危機一髪!」 - Kakemochi baito kikiippatsu! – "Il morso stretto!"                                        |               |         |
| 88  | 「サンタクロース危機一髪!」 - Santakurōsu kikiippatsu! – "Babbo Natale!"                                                |               |         |
| 89  | 「行列つけ麺危機一髪!」 - Gyōretsu tsuke men kikiippatsu! – "Una fila di problemi!"                                     |               |         |
| 90  | 「今年も鉄人28号賀正!危機一髪!」 - Kotoshi mo tetsujin 28-gō gashō! Kikiippatsu! – "Ironman 28, felice anno nuovo! (2)" |               |         |
| 91  | 「みんな風邪ひき危機一髪!」 - Min'na kazehiki kikiippatsu! – "Tutti hanno il raffreddore!"                              |               |         |
| 92  | 「ファーブル危機一髪!」 - Fāburu kikiippatsu! – "Faburu!"                                                               |               |         |
| 93  | 「続・朝礼危機一髪!」 - Zoku chōrei kikiippatsu! – "L'assemblea mattutina continua!"                                    |               |         |
| 94  | 「砂嵐危機一髪!」 - Sunaarashi kikiippatsu! – "La tempesta di sabbia!"                                                  |               |         |
| 95  | 「失恋危機一髪!」 - Shitsuren kikiippatsu! – "Incredibile!"                                                             |               |         |
| 96  | 「スキー教室危機一髪!」 - Sukī kyōshitsu kikiippatsu! – "Lezioni di sci!"                                               |               |         |
| 97  | 「夫婦旅行危機一髪!」 - Fūfu ryokō kikiippatsu! – "Viaggio di coppia!"                                                  |               |         |
| 98  | 「新・ドッジボール危機一髪!」 - Shin dojjibōru kikiippatsu! – "Dodgeball! (2)"                                          |               |         |
| 99  | 「PX団をたおせ危機一髪!」 - PX-dan o taose kikiippatsu! – "Squadra PX prendersi cura di tutti!"                         |               |         |
| 100 | 「小学校危機一髪!」 - Shōgakkō kikiippatsu! – "La scuola elementare!"                                                   |               |         |
| 101 | 「帰宅後危機一髪!」 - Kitaku-go kikiippatsu! – "Tornando a casa!"                                                       |               |         |
| 102 | 「鉄人大ピンチ危機一髪!」 - Tetsujin dai pinchi kikiippatsu! – "Ironman il grande pizzico!"                             |               |         |
| 103 | 「黒いロボット危機一髪!」 - Kuroi robotto kikiippatsu! – "Robot nero!"                                                  |               |         |
| 104 | 「日記危機一髪!」 - Nikki kikiippatsu! – "Il diario!"                                                                   |               |         |
| 105 | 「給食デザート危機一髪!」 - Kyūshoku dezāto kikiippatsu! – "Dessert a scuola!"                                          |               |         |
| 106 | 「図書館危機一髪!」 - Toshokan kikiippatsu! – "La biblioteca!"                                                          |               |         |
| 107 | 「球技大会危機一髪!」 - Kyūgi taikai kikiippatsu! – "Un torneo di palla!"                                               |               |         |
| 108 | 「交通渋滞危機一髪!」 - Kōtsū jūtai kikiippatsu! – "L'ingorgo!"                                                         |               |         |
| 109 | 「給食メインディッシュ危機一髪!」 - Kyūshoku meindisshu kikiippatsu! – "Antipasti a pranzo!"                            |               |         |
| 110 | 「初ガツオ危機一髪!」 - Hatsu gatsuo kikiippatsu! – "Il primo tasto!"                                                   |               |         |
| 111 | 「人気新作ゲーム危機一髪!」 - Ninki shinsaku gēmu kikiippatsu! – "Il nuovo gioco! (2)"                                  |               |         |
| 112 | 「秘密基地潜入危機一髪!」 - Himitsu kichi sen'nyū kikiippatsu! – "Infiltrazione alla base segreta!"                     |               |         |
| 113 | 「秘密基地リモコン危機一髪!」 - Himitsu kichi rimokon kikiippatsu! – "A distanza dalla base segreta!"                   |               |         |
| 114 | 「秘密基地鉄人危機一髪!」 - Himitsu kichi tetsujin kikiippatsu! – "La base segreta di Ironman!"                         |               |         |
| 115 | 「秘密基地危機一髪!」 - Himitsu kichi kikiippatsu! – "La base segreta!"                                                 |               |         |
| 116 | 「金田家で危機一髪!」 - Kaneda-ka de kikiippatsu! – "La famiglia Kaneda!"                                               |               |         |
| 117 | 「敷島博士危機一髪!」 - Shikishima hakase kikiippatsu! – "Il dottor Shikishima è in pericolo!"                          |               |         |
| 118 | 「続・敷島博士危機一髪!」 - Zoku shikishima hakase kikiippatsu! – "Il dottor Shikishima è in pericolo! (2)"             |               |         |
| 119 | 「虫歯危機一髪!」 - Mushiba kikiippatsu! – "La cavità della carie dentaria!"                                            |               |         |
| 120 | 「校長先生危機一髪!」 - Kōchō sensei kikiippatsu! – "I nostri insegnanti!"                                              |               |         |
| 121 | 「研究所乗っ取り危機一髪!」 - Kenkyūjo nottori kikiippatsu! – "L'istituto di ricerca!"                                  |               |         |
| 122 | 「研究所居座り危機一髪!」 - Kenkyūjo isuwari kikiippatsu! – "L'istituto assicurato!"                                    |               |         |
| 123 | 「研究所脱出危機一髪!」 - Kenkyūjo dasshutsu kikiippatsu! – "Fuggire dall'istituto!"                                    |               |         |
| 124 | 「正太郎一人ぼっち危機一髪!」 - Shōtarō hitoribotchi kikiippatsu! – "Shotaro da solo è in pericolo!"                    |               |         |
| 125 | 「ボクらの街危機一髪!」 - Boku-ra no machi kikiippatsu! – "La nostra città!"                                            |               |         |
| 126 | 「地下DE危機一髪!」 - Chika DE kikiippatsu! – "Terremoto DE!"                                                           |               |         |
| 127 | 「鉄人26号危機一髪!」 - Tetsujin 26-gō kikiippatsu! – "Tetsujin 26-gō emissione!"                                       |               |         |
| 128 | 「夢のログハウス危機一髪!」 - Yume no roguhausu kikiippatsu! – "Sognando casa!"                                         |               |         |
| 129 | 「悪人サミット危機一髪!」 - Akunin samitto kikiippatsu! – "I vertici dei cattivi!"                                      |               |         |
| 130 | 「野球勝負危機一髪!」 - Yakyū shōbu kikiippatsu! – "Partita di baseball!"                                               |               |         |
| 131 | 「秘密基地奪還危機一髪!」 - Himitsu kichi dakkan kikiippatsu! – "Salvataggio alla base segreta!"                        |               |         |
| 132 | 「謎の事件どっさり危機一髪!」 - Nazo no jiken dossari kikiippatsu! – "Misteriosa relazione!"                            |               |         |
| 133 | 「僕らの学校危機一髪!」 - Bokura no gakkō kikiippatsu! – "La nostra scuola!"                                            |               |         |
| 134 | 「僕らの校長先生危機一髪!」 - Bokura no kōchō sensei kikiippatsu! – "Gli insegnanti sono in pericolo!"                  |               |         |
| 135 | 「僕らの友達危機一髪!」 - Bokura no tomodachi kikiippatsu! – "Il nostro amico è in pericolo!"                           |               |         |
| 136 | 「僕らの明日危機一髪!」 - Bokura no ashita kikiippatsu! – "La nostra linea del domani!"                                 |               |         |
| 137 | 「オックスはどこだ危機一髪!」 - Okkusu wa dokoda kikiippatsu! – "Dov'è Bue!"                                            |               |         |
| 138 | 「メリーブラック団危機一髪!」 - Merīburakku-dan kikiippatsu! – "Bel gruppo nero!"                                       |               |         |
| 139 | 「ウエスタン危機一髪!」 - Uesutan kikiippatsu! – "Occidentale!"                                                         |               |         |
| 140 | 「賀正初夢危機一髪!」 - Gashō hatsuyume kikiippatsu! – "I primi sogni!"                                                 |               |         |
| 141 | 「一夜漬け危機一髪!」 - Ichiyadzuke kikiippatsu! – "Di notte!"                                                          |               |         |
| 142 | 「まさかのリモコン危機一髪!」 - Masakano rimokon kikiippatsu! – "Controllo remoto! (2)"                                 |               |         |
| 143 | 「ブラック団本部危機一髪!」 - Burakku-dan honbu kikiippatsu! – "Strada generale del gruppo nero!"                       |               |         |
| 144 | 「さらばブラックオックス危機一髪!」 - Saraba burakkuokkusu kikiippatsu! – "Addio Bue Nero!"                             |               |         |
| 145 | 「なぞの転校生危機一髪!」 - Nazonotenkōsei kikiippatsu! – "La misteriosa studentessa!"                                  |               |         |
| 146 | 「ロボット軍団計画危機一髪!」 - Robotto gundan keikaku kikiippatsu! – "Pianificazione dell'esercito dei robot!"         |               |         |
| 147 | 「鉄人対鉄人!危機一髪!」 - Tetsujin tai tetsujin! Kikiippatsu! – "Ironman contro Ironchef!"                             |               |         |
| 148 | 「人類滅亡危機一髪!」 - Jinrui metsubō kikiippatsu! – "La caduta della razza umana!"                                    |               |         |
| 149 | 「地球帰還危機一髪!」 - Chikyū kikan kikiippatsu! – "Tornare sulla Terra!"                                              |               |         |
| 150 | 「ロビー危機一髪!」 - Robī kikiippatsu! – "L'atrio!"                                                                    |               |         |
| 151 | 「通常発進危機一髪!」 - Tsūjō hasshin kikiippatsu! – "Di solito inizia l'inizio!"                                       | 26 marzo 2016 |         |

## Accoglienza
Nel sondaggio Manga Sōsenkyo 2021 indetto da TV Asahi, 150 000 persone hanno votato la loro top 100 delle serie manga e Super Robot 28 si è classificata al 71º posto.